# Belgium oktatási rendszere

Oktatási rendszer szintjei Flandriában. Két oldalt a tanulók életkora látható a skálán. A feliratok jelentése:
Pre-School: óvoda
Primary School: általános iskola
BSO: Beroepssecundair Onderwijs vagyis szakmunkásképző
KSO: Kunstsecundair onderwijs vagyis művészeti szakközépiskola
TSO: Technisch Secundair Onderwijs vagyis technikum
ASO: Algemeen Secundair Onderwijs, vagyis gimnázium

Belgium oktatása szabályozott és nagy részében egy adott közösség által fenntartott rendszer. A nemzeti törvényhozás csak igen kis részben, minimális kompetenciával rendelkezik az oktatás felett, úgymint az alapfokú beiskolázás korhatárának, és indirekten a közösségek pénzügyi támogatásának kérdéseiben. Mindhárom közösségnek egyesített iskolarendszere van, kisebb eltérésekkel a különböző közösségeknél.
Az iskolák három csoportra oszthatók (németül: netten, franciául: réseaux)
- közösségek tulajdonában álló iskolák
- államilag támogatott állami iskolák
- államilag támogatott szabad iskolák, főleg a katolikus egyház szervezetéhez kapcsolódva

Az utóbbiak jelentik a nagyobb csoportot mind az iskolák mind a tanulók számában.
Belgiumban az oktatás 6 és 18 év között kötelező. Otthoni magántanulás lehetséges, bár nagyon ritkán alkalmazott.
A 2003-as PISA kutatás (OECD) megállapította, hogy tanulói SCORED relatívan magas. Az eredmények azt mutatják, hogy a hollandul beszélő tanulók kissé jobb eredményeket érnek el mint a francia nyelvűek.

## Az oktatás szintjei
Az oktatás különböző szintjei megegyeznek minden közösségben.
Az alapfokú oktatás a következőkből áll:
- előiskolából – iskolát megelőző oktatásból – 6 éves korban
- elemi iskolából 6–12 éves korig
- középiskola 12–18 éves kor között
- felsőbb tanulmányok: egyetem vagy politechnikum – szakegyetem

### Előiskola
Szabadon választható egyfajta elő-általános iskolát biztosítanak minden gyermeknek 2 év 6 hónapos kortól. A legtöbb iskolában a gyerekek elkezdhetik tanulmányaikat amint elérik ezt a kort, így az osztályok létszáma egyre duzzad a csatlakozó gyermekek folytán. A flamand régióban a kezdési időpontok hat alkalomra korlátozódnak a szünidők utáni kezdésre és a februári évkezdésre.
Az előiskoláztatás elképzelése arra alapul hogy a gyermekeket játékos módon fejlesszék kognitív alkalmasságukat, kifejezőkészségüket és kommunikációs készségüket, kreativitásukat és függetlenségüket a közösségben. Nincsenek formális órák, számonkérések, és mindent játékok keresztül sajátítanak el.
Bár nem kötelező, a gyerekek több mint 90%-a látogatja az elő-iskolákat.
A legtöbb előiskola szervesen kapcsolódik egy általános iskolához. Néhány iskola speciális előiskolát biztosít a gyerekeknek hátrányos helyzet és speciális szükségletek tekintetében.

### Általános iskola
Hatéves és a tantárgyak általában megegyeznek mindenütt. Az általános iskola szervezete sok tekintetben kötetlen, csak az iskoláztatási életkor kötött felvételi követelmény.
Az alapfokú oktatás három körre oszlik
- első kör 1–2 éves
- második kör 3–4 év között
- harmadik kör 5–6 évig

Az oktatás itt meglehetősen hagyományos: olvasásra, írásra és alapfokú matematikára koncentrál, de érint széles körben más témákat is (biológia, zene, vallás, történelem)
A flamand iskolákban Brüsszelben és egyéb, nyelvi határ közeli városokban francia órákat is adnak az első vagy a második évtől. A flamand iskolák nagy része francia oktatást biztosít a harmadik körtől kezdődően. A francia közösség általános iskoláinak biztosítaniuk kell egy idegen nyelvet, ami általában holland vagy angol, az iskolától függően. A német közösségben kötelező a franciaoktatás.
Alapítottak több magániskolát Belgiumban egyéb nemzetközi közösségeknek is, például tengerészek és diplomaták gyermekei számára, főleg a nagyvárosokban. Néhány iskola alapfokú oktatást biztosít a hátrányos helyzetű vagy a speciális szükségletű gyerekeknek.

### Középiskola
Elvégezve az általános iskolát, 12 éves kor körül, a tanulók középfokú oktatás rendszerébe lépnek. Itt az adottságaiktól és érdeklődésüktől függően kell egyfajta szakirányt választaniuk, amit aztán követni szeretnének.
A középfokú oktatás háromlépcsős rendszer.
Az első kör széles általános alapot nyújt , mely csak néhány lehetőséget ajánl föl választásra – például latin, pótlólagos matematika, technika. Ez a tanulók orientációját kell hogy elősegítse a megfelelő irányban a sok, második és harmadik körben választható közül.
- Általános középfokú oktatás

az összes tanuló kb. 40%-a – nagyon széles körű, általános oktatás mely a felsőbb oktatást készíti elő. A tanuló, aki mind a hat évet befejezte, elvárhatóan folytatja majd a tanulást egyetemen vagy főiskolán. a munkapiac az ezzel járó ASO diplomát nem tudja hasznosítani, tehát a továbbtanulás nemcsak lehetőség, de szükségszerű is munkavállaláshoz. A lehetséges irányokba tartozik – esetleges kombinációjukkal – az ógörög és latin, a modern nyelvek – hangsúlyosan a francia és a holland, angol és a német, tudományok – kémia, fizika, biológia és földrajz, matematika, közgazdaságtan és bölcsésztudományok – pszichológia, szociológia, médiaoktatás.
- a technikai jellegű középfokú oktatás

A TSO ismét két oktatási csoportra osztható: TTK és STK. A TTK tanfolyamok inkább technikai oldalra koncentrálnak, az STK tanfolyamok a gyakorlati területre. mindkettő oktat matematikát, nyelveket, történelmet , földrajztudományt de nem olyan részletességgel mint az ASO tanfolyamok. Kevésbé teoretikailag, inkább praktikus megközelítésben oktatnak. Mind a hat év elvégeztével a tanuló alkalmas lesz a foglalkoztatásra a munkapiacon, vagy folytathatja tanulmányait még egy specializációs éven keresztül. a lehetséges irányok számos irodavezető-szerű irány, gyakorlati ICT, turizmus, egészség, üzlet, mérnöki, kommunikációs irányok.
- szakközépiskolák – szakiskolák

A tanulók kb. 30%-át jelenti. Nagyon gyakorlati és nagyon foglalkozás-specifikus oktatás. a későbbiekben számos irányt biztosít hetedik, néha nyolcadik specializációs évvel.
A specializáció lehet ács, autószerelő, ékszerész, kőműves stb. A BSO az egyetlen iskola mely nem készíti fel a tanulókat a felsőoktatásra. Ha a hetedik és a nyolcadik évet választják TSO-val egyenértékű diplomát kapnak, mely már lehetővé teszi a továbbtanulást.
- művészeti középfokú oktatás

ezek az iskolák általánosan és széles körben kapcsolódnak a másodfokú oktatásfejlesztéshez aktív művészeti gyakorlattal, mely az előadó művészettől a DISPLAY kiállítási művészetig terjed. Az iránytól függően számos tárgy tisztán teoretikus, a felsőoktatásra felkészítő módban tanulható. Az irányok lehetnek tánc – balett oktatás, színművészet, és számos grafikus és zenei művészet. sok végző diák jelentkezik innen konzervatóriumba vagy művészeti főiskolákra hogy művészetében kiteljesítse tudását.
A hátrányos helyzetben lévő tanulók speciális középfokú oktatásban részesülhetnek.

### Felsőoktatás
A felsőoktatást Belgiumban a két fő közösség szervezi, a flamand és a francia közösség. A német nyelvűek tipikusan a francia közösségben vagy Németországban lesznek hallgatók.

## Felvétel főiskolákra és egyetemekre
Belgiumban bárki a képesítő diplomával rendelkező jelentkezhet bármely választott felsőfokú iskolába. Három lényeges kivétel, mely a következő diplomát adja:
- gyógyszerész – fogász – PROSPECTIVE gyógyszerész vagy fogorvos tanulók a kormányzat által szervezett felvételi vizsgát kötelesek tenni. Ezt a vizsgát 1990-ben vezették be a hallgatók beáramlását szabályozandó. Manapság csak Flandriában létezik, a francia közösségben már nem.
- Művészeti felvételi vizsga a művészeti programokra, melyek nagyrészt alkalmassági vizsgák, az iskolák által önállóan szervezett.
- mérnöktudományok: melyek MS diplomát adnak. ezeknek a fakultások régi tradícióval bírnak a felvételiztetés terén – főleg a matematikára koncentráltan. A felvételi vizsgát mára eltörölték a Flamand Közösségben, de a Francia Közösségben még megszervezik.

## A felsőoktatás költségei
az iskola regisztrációs költsége a kormány által fixált, évente megállapított költség. Attól függően, hogy a tanuló jogosult rá és kérelmezi a pénzügyi támogatást, három költségnagyság létezik.
- ösztöndíjas hallgató. az a hallgató aki jogosult és kérelmezte a támogatást – a jelentkezési költség kb. 80 EUR
- részleges ösztöndíjas hallgató az, aki nem jogosult támogatásra de a család bevétele 1286,09 EUR alatt van – a költség kb. 320 EUR
- nem jogosult hallgató – az e feletti bevételű családból – költsége 520 EUR

A pénzügyi támogatást a közösség kormánya adja meg a hallgató családi bevétele és egyéb családi körülmények figyelembevételével, és ez nem lehet évi 3300 EUR-nál több.

## Bolognai folyamat
A bolognai folyamat átvételének hatására a belga felsőoktatási rendszer a következő vizsgákat – diplomákat adja:
- végzős szint – tipikusan hároméves program főiskolán, szakképzés jelleggel. rövid típusú vagy ciklusos felsőoktatásnak is hívják.
- jelölt – vagy kandidátusi szint az első két év egyetemen – 3 év az orvosi felsőoktatásban , illetőleg némely főiskola hosszított típusú vagy kétkörös programokat biztosít. ennek a diplomának nincs más szerepe mint hogy a „licentitate” oktatásra előképezzen.
- licentitate diploma a második kör. Tipikusan kétéves hallgatás után jut el diplomás szintig – 3 év az általános mérnöki karon vagy a jogászkaron, 4 év a gyógyszerészeti karokon.

Az egyetemi oktatás nem tekinthető befejezettnek a „licentitate” diploma megszerzéséig. alkalmanként specializációs előadásokat is hallgathatnak a kandidátusi diploma megszerzésével. Például egy matematikus kandidátusi diplomás hallgatónak lehetősége van számítástechnikusi szak harmadik évéhez csatlakozni. Néha a végzős diploma elfogadható és egyenértékűvé tehető a kandidátusi diplomával – pótlólagos tárgyak felvételével, amennyiben szükséges. Mely 2 vagy 3 további egyetemi évet jelent.
Lévén, hogy bolognai folyamatot a legtöbb európai országban átvették, a belga felsőoktatás az alábbi Bachelor/Master rendszert követi:
- Bachelors cím megszerzése- 3 éves. meg kell különböztetnünk a professzionális Bachelor – szinten, mely az eddigi végzős szintet helyettesíti, ami azonban önmagában is befejezettnek tekinthető, és az akadémiai B szintet mely a kandidátust helyettesíti és ami belépést biztosít a Master tudományokba
- Masters cím – 1 vagy 2 éves

Belgiumban mind az egyetemek mind a főiskolák oktathatnak Bachelor és Masters címet, mind professzionális mind akadémiai szinten.
A Masters szint elérése után a tehetséges hallgatók kutatásokban vehetnek részt, mellyel doktori címet kaphatnak. A PhD címet csak egyetemek adhatják.